# Johnny Lion
Johnny Lion (eigentlich Jan van Leeuwarden; * 4. Juli 1941 in Den Haag; † 31. Januar 2019 in Breda) war ein niederländischer Sänger und Schauspieler.

## Leben

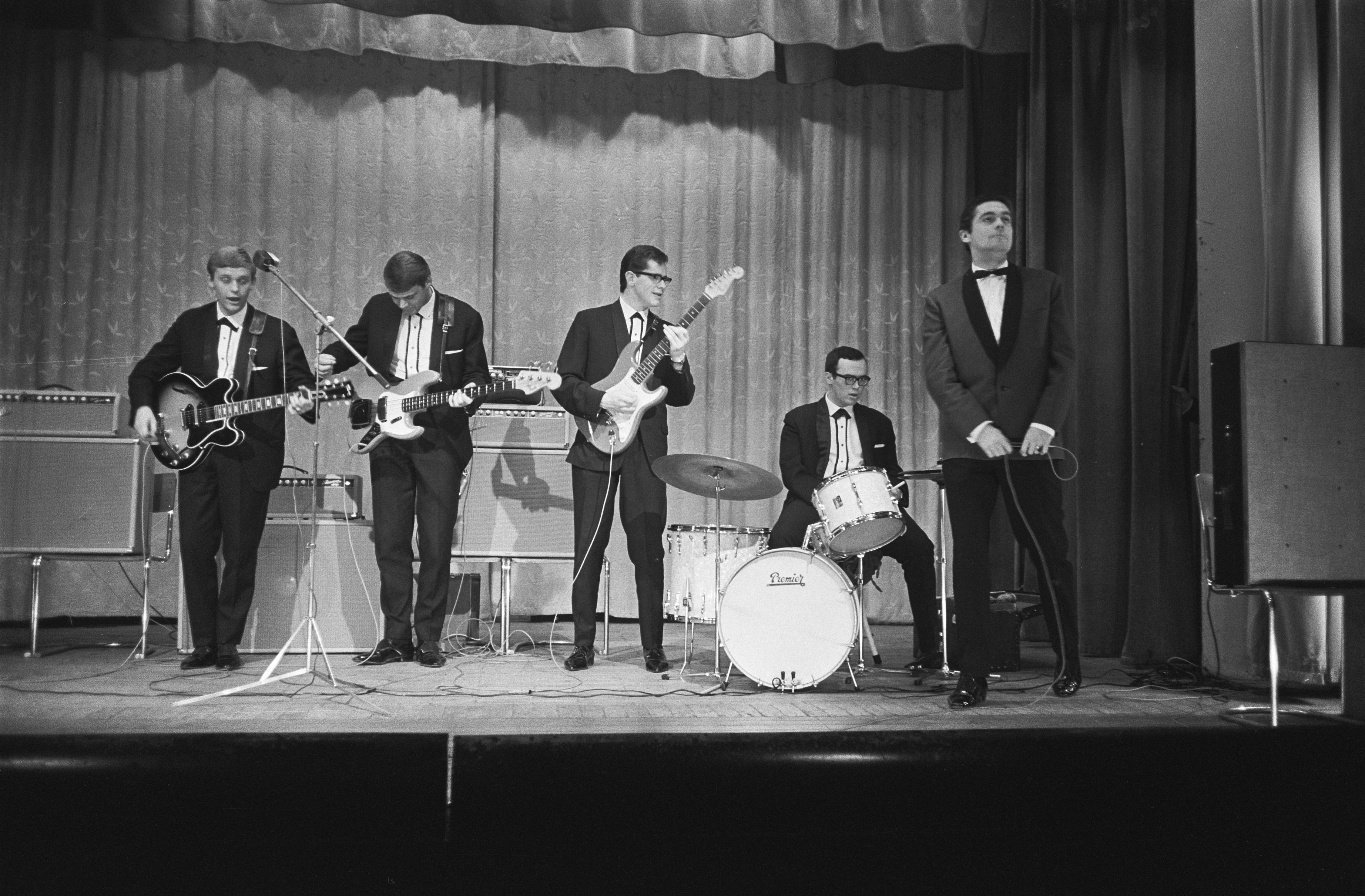
Johnny Lion und The Jumping Jewels (1964)

Van Leeuwarden rief 1959 zusammen mit einigen Schulfreunden die Band Johnny & His Jewels, später umbenannt in The Jumping Jewels, ins Leben. Musikalisches Vorbild waren der britische Sänger Cliff Richard und die Band The Shadows, deren Nummern sie auch erfolgreich interpretierten.
Nach Spannungen innerhalb der Band verließ Lion die Band und startete eine Solokarriere. Mit seiner ersten Single Sophietje, gewidmet seiner Freundin und Geschäftspartnerin Sophie van Kleef, landete er noch im gleichen Jahr einen Top-5-Hit in den niederländischen Charts. Im Jahr darauf gelang ihm mit Tjingeling ein weiterer Hit. Bis 1970 erschienen weitere Singles, die sich allerdings kaum noch verkauften.
Zusammen mit Van Kleef eröffnete er 1966 in Amsterdam die Boutique Sophie en Johnny, die bis zu ihrer Trennung im Jahr 1969 bestand.
1981 unternahm er, nun als John Lion, mit dem Album Heel Bijzonder einen Comebackversuch, der jedoch erfolglos blieb. In den 1980er Jahren schrieb er für die Spielfilme Brandende Liefde und Overvallers In De Dierentuin die Titelsongs, die die Hitparade erreichten.
Daneben trat er als Kolumnist in der Wochenzeitung Panorama in Erscheinung und arbeitete als Journalist für verschiedene Zeitschriften und Zeitungen.
2006 wirkte er in Jules Deelders Dokumentarfilm Jazz is my Religion mit.